# Nicole Kemper
Nicole Kemper (* 1975 in Essen) ist eine deutsche Tierärztin. Sie vertritt als Professorin die Fächer Tierhygiene, Tierschutz und Nutztierethologie an der Tierärztlichen Hochschule Hannover.

## Ausbildung und Beruf
Nach dem Abitur 1995 in Altdorf bei Nürnberg studierte Nicole Kemper Tiermedizin an der Universität Leipzig. Nach dem Studienabschluss 2001 wechselte sie an die Christian-Albrechts-Universität zu Kiel als Mitarbeiterin von Carsten Höller. Parallel dazu unterrichtete sie angehende Medizinisch-technische Assistenten. Mit einer Arbeit zu auf den Menschen übertragbaren Krankheiten aus der Rentierhaltung promovierte sie 2004 bei Jörg Hartung an der Tierärztlichen Hochschule Hannover. Nach der Promotion blieb sie an der Universität Kiel. Sie schloss 2007 die Ausbildung zur Fachtierärztin für Mikrobiologie und 2009 zur Fachtierärztin für Tier- und Umwelthygiene ab. Ihre Habilitation erlangte sie an der Universität Kiel. Die dazu 2009 eingereichte Schrift behandelt mikrobiell-tierhygienische Fragen, die auch die Gesundheit des Menschen betreffen; Kemper erhielt daraufhin die Lehrbefugnis für das Fach Mikrobiologie und Tierhygiene.
2010 berief die Martin-Luther-Universität Halle-Wittenberg Kemper als Professorin für Hygiene und Reproduktionsphysiologie der Nutztierhaltung. Sie wechselte 2013 als Nachfolgerin von Jörg Hartung auf die Professur für Tierhygiene, Tierschutz und Nutztierethologie und wurde Direktorin des gleichnamigen Instituts.
Für ihr wissenschaftliches Lebenswerk zur tiergerechten Schweinehaltung wurde Nicole Kemper 2023 mit dem Felix-Wankel-Tierschutz-Forschungspreis ausgezeichnet.

## Forschungsarbeit
Gegenstand der Forschung Kempers ist eine große Bandbreite von tierhygiene-, tierschutz- und tierwohlrelevanten Bedingungen der Nutztierhaltung. Besonders wichtig ist ihr dabei der Bezug zur Praxis der Tierhaltenden, um sicherzustellen, dass die Ergebnisse umgesetzt werden.
Projekte Kempers auf dem Gebiet der Tierhygiene befassen sich mit der Bioverfügbarkeit von Arzneimitteln, dem Einsatz von Pflanzenkohle für die Darmgesundheit mit dem wirtschaftlichen Nebeneffekt der Reduzierung des Proteininputs, der Entwicklung eines praxistauglichen Haltungskonzepts für Geflügel zur Verminderung von Kontaminationen. Auf tierhygienisch-methodische Erkenntnisse sind Untersuchungen zur Bestimmung des Erfolgs von Desinfektionsmaßnahmen und Versuche zur Früherkennung von Klauenerkrankungen über Körperschall gerichtet.
Auf dem Gebiet des Tierwohls untersucht Kemper praktisch umsetzbare Aufzuchts- und Haltungssysteme und Einzelaspekte wie ungekürzte Schnäbel in der Geflügelhaltung, erhöhte Ebenen für Schweineferkel, Beschäftigungssysteme und schonende Schlachtmethoden. Nicole Kemper ist Partnerin im Verbundprojekt DigiSchwein für das die Stiftung Tierärztliche Hochschule Hannover mit der Universität Kiel, der Universität Oldenburg, dem OFFIS – Institut für Informatik und dem Johann Heinrich von Thünen-Institut zusammenarbeitet. Ausgelotet werden sollen die Potentiale der Digitalisierung für eine tiergerechte und ressourcenschonende Schweinehaltung. Ziel ist die Entwicklung eines Tierhaltungsmagementsystems, das laufend Handlungsanweisungen an den Betreiber liefern soll. Grundlage sind dabei das Tier, die Umwelt und die Anlage betreffende Daten, die über geeignete Sensoren und Überwachungssysteme in Echtzeit erfasst werden.

## Schriften
Researchgate verzeichnet 297 Veröffentlichungen unter Beteiligung Nicole Kempers.
Monografien
- Untersuchungen zum Vorkommen ausgewählter Zooanthroponose-Erreger bei Rentieren unter dem Aspekt der aktuellen Situation der finnischen Rentierwirtschaft. Tierärztliche Hochschule Hannover 2004 (Dissertation).
- Contributions to microbiological animal hygiene questions affecting human health and the environment. Christian-Albrechts-Universität zu Kiel 2009 (Habilitationsschrift).